# Babasultan-Talsperre
Die Babasultan-Talsperre (türkisch Babasultan Barajı) ist eine Talsperre am Karadere, einem Zufluss des Göksu Çayı (Kocasu Çayı) im Einzugsgebiet des Sakarya in der Provinz Bursa im Nordwesten der Türkei.
Die Babasultan-Talsperre befindet sich 13 km nordwestlich der Stadt İnegöl an der Nordflanke des Uludağ-Gebirges.
Sie wurde in den Jahren 1996–2009 zu Bewässerungszwecken errichtet.
Das Absperrbauwerk ist ein 46 m hoher Erd-Stein-Schüttdamm.
Das Dammvolumen beträgt 2.075.000 m³.
Der Stausee bedeckt bei Normalstau eine Fläche von 1,275 km². Der Speicherraum beträgt 15,76 Mio. m³.
Die Talsperre ist für die Bewässerung einer Fläche von 4100 ha ausgelegt.